# Sains-lès-Marquion
Sains-lès-Marquion település Franciaországban, Pas-de-Calais megyében. Lakosainak száma 318 fő (2022. január 1.). Sains-lès-Marquion Marquion, Mœuvres, Baralle, Bourlon és Inchy-en-Artois községekkel határos.

## Népesség
A település népessége az elmúlt években az alábbi módon változott:
| Lakosok száma | 321  | 320  | 322  | 322  | 325  | 325  | 327  | 326  | 318  |
|               | 2013 | 2015 | 2016 | 2017 | 2018 | 2019 | 2020 | 2021 | 2022 |